# Kanazawa-ku (Yokohama)
El barrio de Kanazawa es un barrio situado en la ciudad de Yokohama, la capital de la prefectura de Kanagawa, Japón. Tiene una población estimada, a fines de agosto de 2024, de 192 735 habitantes.

## Geografía
Está ubicado en la parte oriental en la zona sureste de la ciudad de Yokohama. El área es en gran parte plana, con pequeñas colinas dispersas. Limita al este con la bahía de Tokio, así como con los barrios de Isogo y Sakae, y las ciudades de Kamakura, Zushi y Yokosuka.

## Demografía
Según los datos del censo japonés, la población de Kanazawa ha venido decreciendo desde el año 2005.
| 154 687                                    | 176 055 | 197 753 | 203 979 | 205 439 | 210 658 | 209 274 | 202 229 | 198 939 | 192 735 |
| (Fuente: Oficina de Estadísticas de Japón) |         |         |         |         |         |         |         |         |         |